# Puellina vulgaris
Puellina vulgaris is een mosdiertjessoort uit de familie van de Cribrilinidae. De wetenschappelijke naam van de soort is voor het eerst geldig gepubliceerd in 1992 door Ryland & Hayward.